# Corozal (Puerto Rico)
Corozal és un municipi de Puerto Rico situat a la regió central-est de l'illa, també conegut amb els noms de La Capital del Voleibol i Los Plataneros. Limita al nord amb Vega Alta i Toa Alta; al sud amb Orocovis, Barranquitas i Naranjito; a l'est amb Naranjito; i a l'oest amb Morovis i Orocovis. Forma part de l'Àrea metropolitana de San Juan-Caguas-Guaynabo.
El municipi està dividit en 13 barris: Abras, Cibuco, Corozal Pueblo, Cuchillas, Dos Bocas, Magueyes, Maná, Negros, Padilla, Palmarejo, Palmarito, Palos Blancos i Pueblo. El nom de Corozal es deriva de la palmera de corozo (Acrocomia mitjana), la qual es caracteritza per ser robusta, espinosa i perquè produeix uns fruits comestibles grocs en raïms. Per als taínos, aquest fruit constituïa part de la seva dieta. Els primers colonitzadors extreien oli d'aquest.

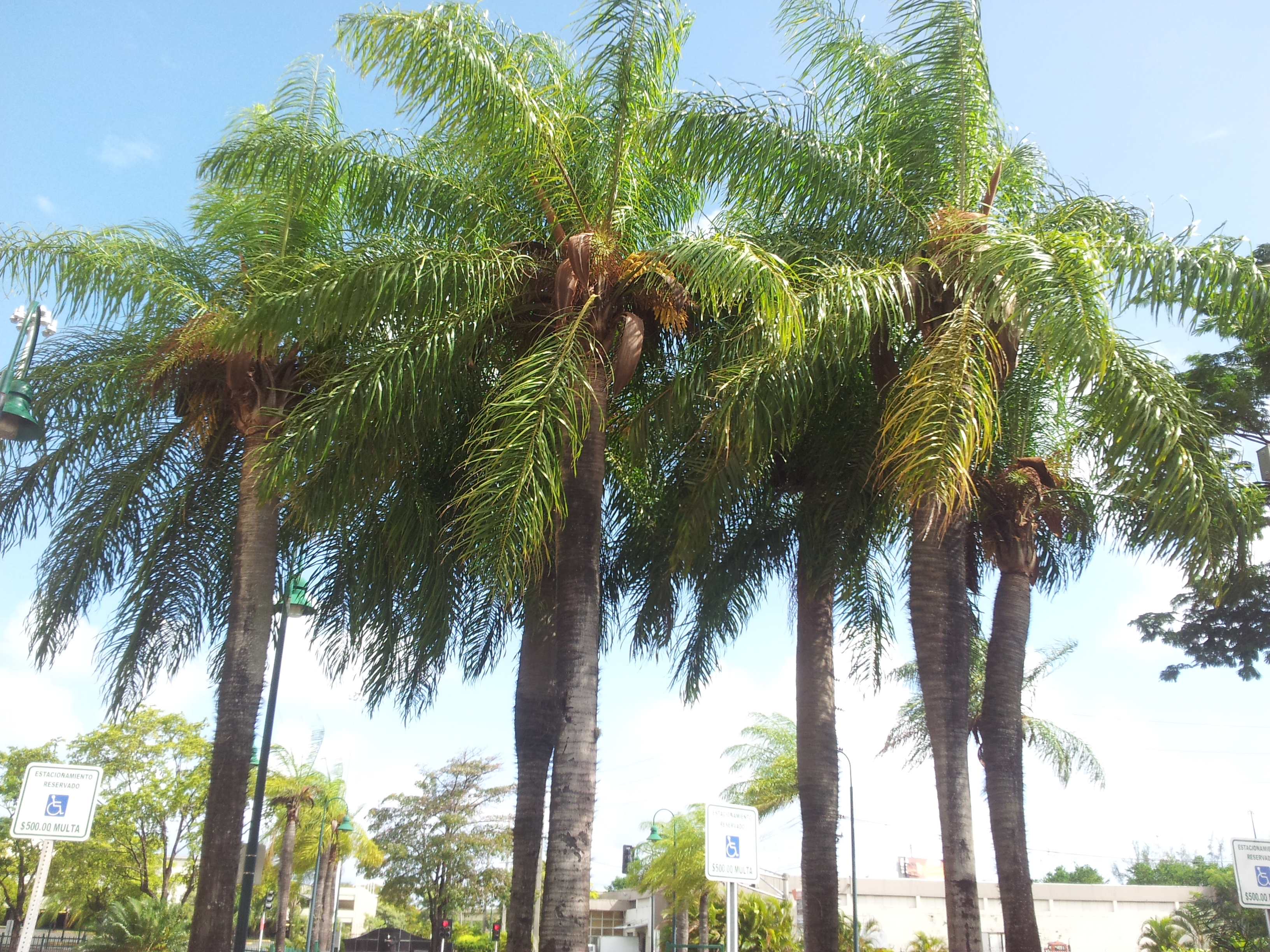
Palma de Corozo (Acrocomia media), d'on prové el nom del municipi